# Adrien Bas
Pour les articles homonymes, voir Bas.
Adrien Bas, né à Lyon le  16 avril 1884 et mort le 2 mai 1925 à Saint-Rambert-l'Île-Barbe est un peintre français.
Reconnu surtout pour ses paysages, il s'illustre aussi dans d'autres genres comme le portrait, la nature morte, ou les scènes d'intérieur.

## Biographie
Adrien Bas est le fils d'un tisseur lyonnais. Il est admis à l'École nationale supérieure des beaux-arts de Lyon dans l'atelier de Pierre Bonnaud (1865-1930). Hormis quelques voyages de santé ou d'études, il reste à Lyon toute sa vie. 
Vers 1916, ses œuvres sont largement inspirées de Paul Cézanne qu'il admire et dont Georges Albert Tresch fut le grand défenseur. Une autre de ses premières influences est Auguste Renoir. Il est réformé lors de la Première Guerre mondiale et va habiter à Vence. À la fin du conflit, il rentre à Lyon et fait la connaissance du marchand de tableaux Renaud Icard. Il obtient une mention honorable au Salon lyonnais des beaux-arts en 1908.
Il expose au Salon d'automne de Lyon de 1920 dans une salle où figurent également des œuvres de Louis Bouquet (1885-1952), Pierre Combet-Descombes, Claude Dalbanne (1877-1964), Émile Didier  (1890-1965), du sculpteur Marcel Gimond (1894-1961), Jacques Laplace (1890-1955), Paul Leriche (1876-1927), Étienne Morillon (1884-1949), Antonin Ponchon (1885-1965), Jules Roblin (1888-1974), Georges Albert Tresch (1881-1948). Ce groupe d'artistes opposés à l'académisme, auquel viendront se joindre quelque temps plus tard l'écrivain Gabriel Chevallier (1895-1969), Venance Curnier (1885-1971), ainsi que le sculpteur Georges Salendre (1890-1984), prend le nom des Ziniars et connut une existence éphémère de 1920 à 1924.
Il participe à la création du Salon du Sud-Est, avec Joseph Jolinon, Marius Mermillon et Charles Sénard, président cofondateur.
Adrien Bas fut de ceux qui, avec ses amis Henry Béraud, Paul Lintier et Alfred Poyet, marchand de tableaux venant de Paris et ayant ouvert une galerie en face de la galerie Malaval, rue de l'hôtel de ville à Lyon, contribuèrent à apporter de la modernité dans la peinture lyonnaise. "On pourrait ajouter que grâce à Bas, Lyon disposa de son premier peintre moderne".
Renaud Icard, qui fut son principal marchand, a fait le portrait de l'artiste dans son roman Calvaire de Roses (1929).
Adrien Bas meurt le 2 mai 1925 de la tuberculose à son domicile de Saint-Rambert-l'Île-Barbe où il loge les dernières années de sa vie.

## L'art de Bas
Adrien Bas travaille de nombreux sujets différents. Il compose des natures mortes, des tableaux de fleurs, des portraits, des intérieurs, et il excelle dans le paysage.

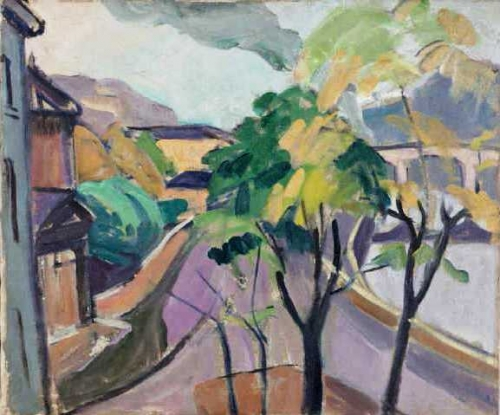
La Chapelle de l'Observatoire, Adrien Bas.

### Style
Le critique d'art Frédéric Vars estime qu'il peut être erroné de rattacher Adrien Bas à une tradition lyonnaise. Il constate que l'art de Bas échappe souvent aux influences qui traversent en général les peintres de la ville. « Ses rapports esthétiques avec ses aînés ou contemporains se bornent surtout aux inévitables rencontres de sujets et à des relations très générales d'époques. Il ne procède point, en les renouvelant, de ces peintres dont la famille s'étend de Berjon aux modernes en passant par Flandrin, Guichard, Seignemartin, Vernay et Carrand ».

### Reconnaissance et réception critique
L'un des premiers défenseurs d'Adrien Bas est Henry Béraud qui lui consacre en 1912 un essai titré L'école moderne de peinture lyonnaise. Il le décrit alors de la manière suivante : « Adrien Bas est notre coloriste le plus délicat. Il a l’œil de Renoir. Je crois qu'il est impossible de goûter plus franche et plus limpide coloration que celle de ses paysages - quelquefois sommairement mais jamais insuffisamment établis. Il est le peintre des ciels. En lui revit toute une tradition de paysagistes lyonnais ».
En 1924, Francis Carco publie une étude Le Nu dans la peinture moderne dans laquelle il écrit : « La sensibilité de M. Adrien Bas a trouvé dans le paysage son expansion favorite. M. Bas est un admirateur des quais majestueux qui emprisonne le Rhône à Lyon et de ceux tendrement attendris, mélancolisés, où vient se caresser la molle Saône. Il les fixe à leur plus émouvantes minutes, selon une manière moins dépouillée, moins froide aussi que M. Marquet. Mais ses nus sont très beaux, et d'une jolie gamme de couleurs et d'une sensibilité intime et reposée ».

## Œuvres

### Années 1910

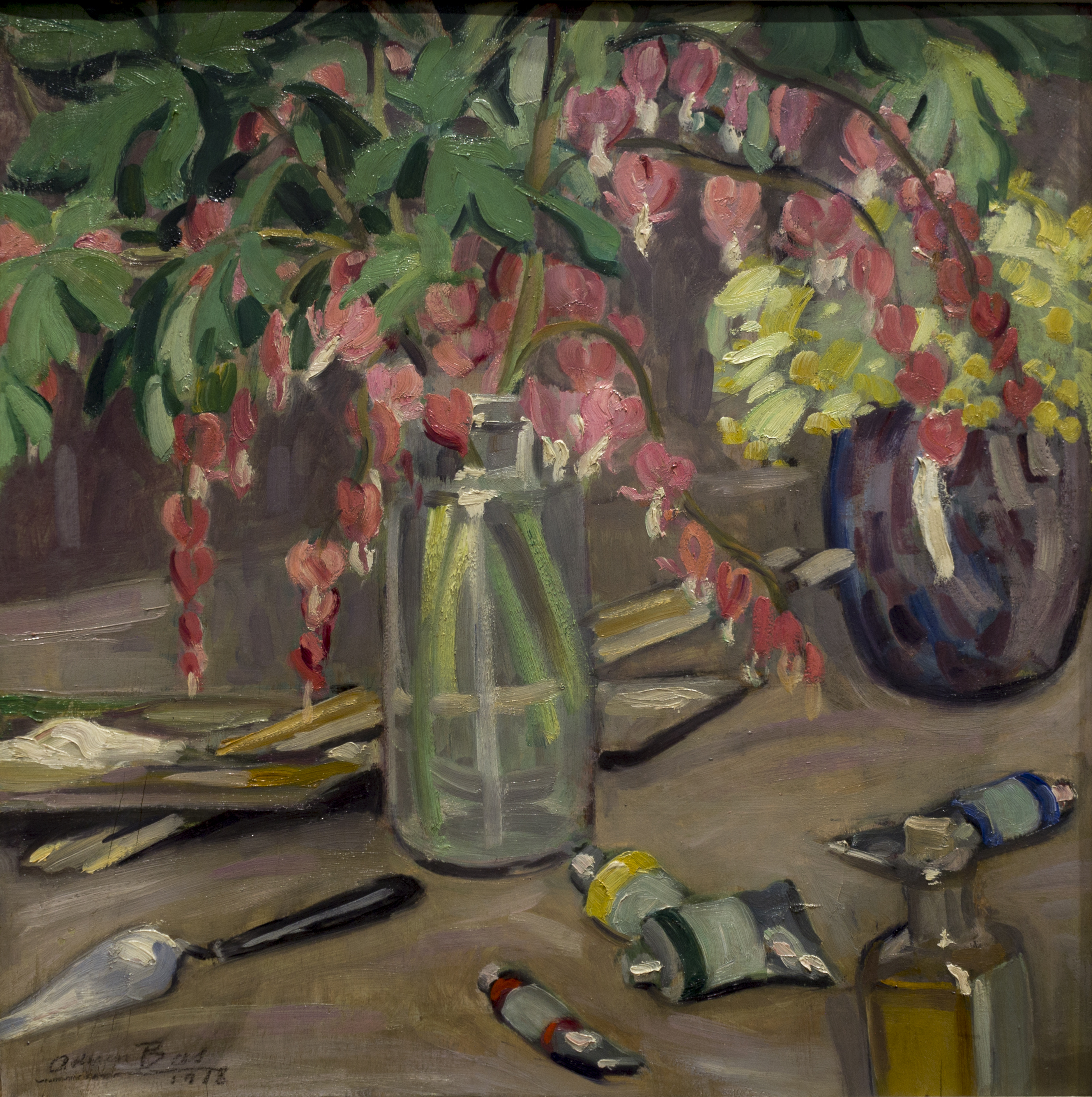
Vase de digitales (1918), musée des beaux-arts de Lyon.

- Vase de digitales, 1918, huile sur contreplaqué, 49,5 × 49,5 cm, musée des beaux-arts de Lyon, inv. FNAC 6258 ; B 1197-e.
Au dos est inscrit : « Acquis par l'État au Salon d'automne 1918 ». Cette œuvre est signée du nom de l'artiste avec la date 1918.
Elle est présentée pour la première fois au Salon d'Automne de 1918 sous le no 5-1. Elle est acquise par le Fonds national d'art contemporain la même année. Elle est présentée lors de l'exposition Regard sur la scène artistique lyonnaise au XXe siècle de 2016.
Ce tableau présente des digitales dans un vase simple, entouré du matériel de peintre. En plaçant au second plan un second bouquet de fleurs, Adrien Bas souhaite probablement « affirmer sa qualité de peintre de fleurs et, aussi sans doute de peintre lyonnais, héritier d'une tradition. La fermeté de la touche est accentuée par l'utilisation du couteau, les formes sont simples, l'ensemble est spontané et vif »[11]. Le critique d'art F. Vars dit de cette toile : « Il n’œuvrait qu'en émoi, préférant la pochade au tableau »[12]. Malgré le titre, il est possible de reconnaître dans les fleurs des Cœurs de Marie plutôt que des digitales.

- La Maison rose, huile sur toile, 38 × 48 cm, collection particulière de Michel Bosse Platière.
Cette œuvre est l'une des seules où l'influence de Renoir est flagrante, avec un parterre fleuri dans les tons de rose et de blanc qui affiche une recherche de velouté faisant clairement référence au maître[13].

### Années 1920

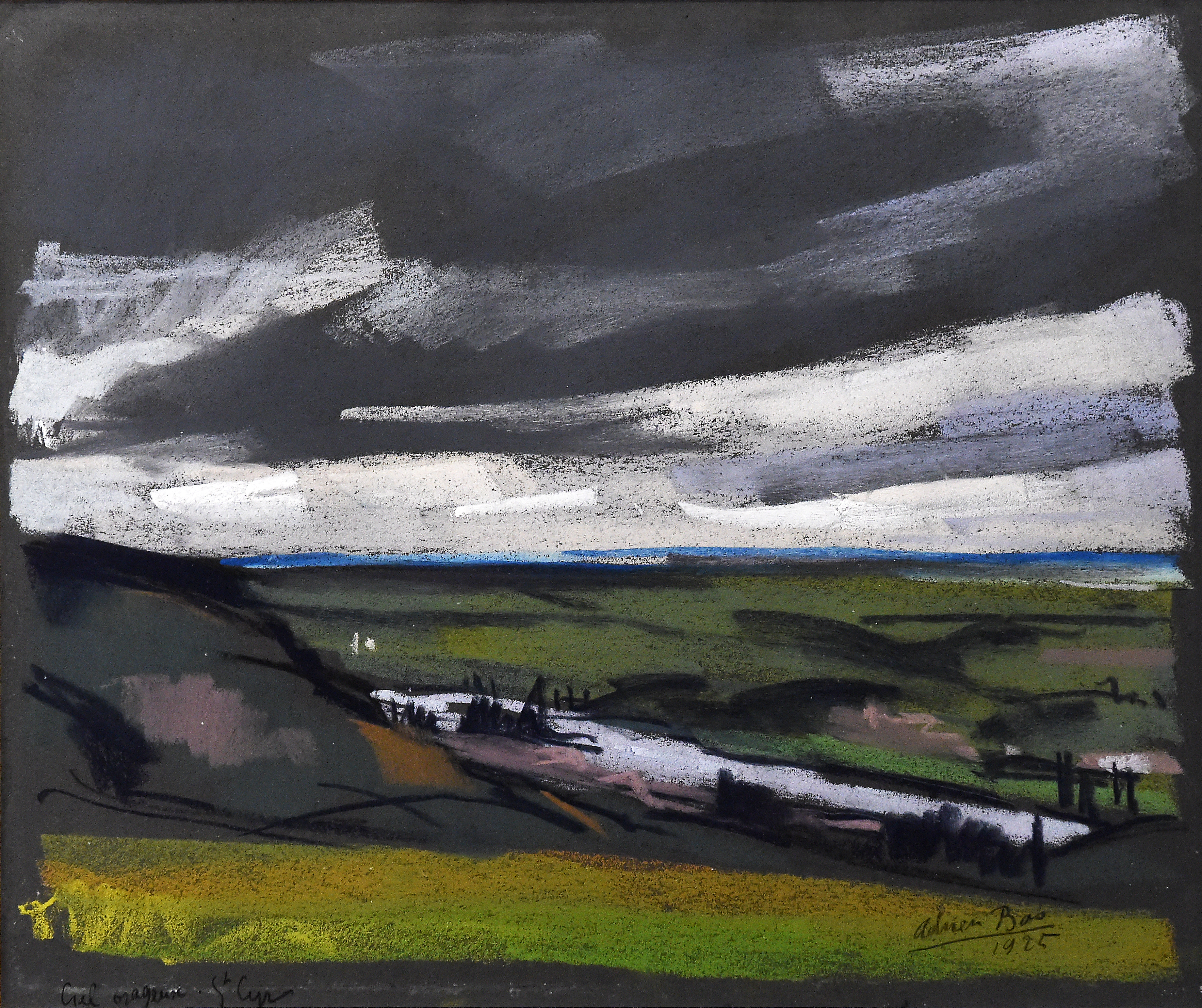
Ciel orageux à Saint-Cyr (1925), pastel, musée des beaux-arts de Lyon.

- Portrait de l'artiste, ou Autoportrait, 1925, 56 × 47 cm, musée des beaux-arts de Lyon, inv. B 1366
Le tableau est signé du nom de l'artiste.
Le tableau a été donné au musée des beaux-arts de Lyon en 1925 par M. Vautheret.
Le tableau est présenté pour la première fois au Salon du Sud-Est de juin 1925 sous le no 4-2. Il est accroché lors des expositions Les Modernes, de Picasso à Picasso du musée des beaux-arts de Lyon en 2000, et Regard sur la scène artistique lyonnaise au XXe siècle en 2016.
Le tableau représente l'artiste au travail, pinceau à la main, à côté d'une nature morte, de ses tubes. La composition respecte la tradition française classique, dans la veine de nombreux artistes français qui, marqués par la Première Guerre mondiale, éprouvent le besoin de se référer à une tradition, que de nombreux historien de l'art nomment le Retour à l'ordre. La composition est simple, il se présente avec « le regard sombre, le visage sculpté, les volumes cernés montrent le caractère ferme et volontaire du personnage »[11].

## Œuvres dans les collections publiques
- Lyon, musée des beaux-arts :
  - Vase de digitales, 1918, huile sur contreplaqué, 49,5 × 49,5 cm ;
  - Le Pont au Change, huile sur contreplaqué, 45 × 54 cm ;
  - Autoportrait, huile sur toile, 56 × 47 cm.

## Salons
- Salon des beaux-arts de Lyon de 1901, 1902, 1908 (mention honorable).
- Salon d'automne de Lyon de 1920, 1921, 1922, 1923.
- Salon des indépendants de 1923 à Paris.
- Salon du Sud-Est : exposition posthume en 1925. Du 28 avril au 3 juin 1928 : « Rétrospective Adrien Bas ».

## Expositions
- Du 10 mars au 11 avril 1976 : Les Ziniars (1920-1924), musée des beaux-arts de Lyon, exposition collective.
- Du 19 septembre au 15 décembre 2003 : Adrien Bas, peintre lyonnais, musée des beaux-arts de Lyon, salle des Lyonnais modernes, 12 toiles acquises à l'initiative d'un ami de l'artiste Henri Focillon, conservateur du musée de 1913 à 1924.
- 2006 : Adrien Bas (1884-1925). Peintre du mouvement Ziniar de Lyon, Maison du Rhône, no 218 rue de Grenelle à Paris.
- Du 15 octobre 2011 au 12 février 2012 : Valadon, Utrillo et Utter, la Trinité maudite. Entre Paris et Saint-Bernard 1909-1939, Villefranche-sur-Saône, musée Paul-Dini, exposition collective.
- Du 12 avril au 29 juin 2012 : L'Âge d'Or de la Peinture Lyonnaise 1807-1920, galerie-mezzanine du Crédit Lyonnais à Lyon, exposition collective.
- Du 4 octobre 2014 au 8 mars 2015 : Adrien Bas… vous avez dit “Ziniar” ?, Montbrison, musée d'Allard.

## Galerie

Œuvres d'Adrien Bas conservées au musée des beaux-arts de Lyon
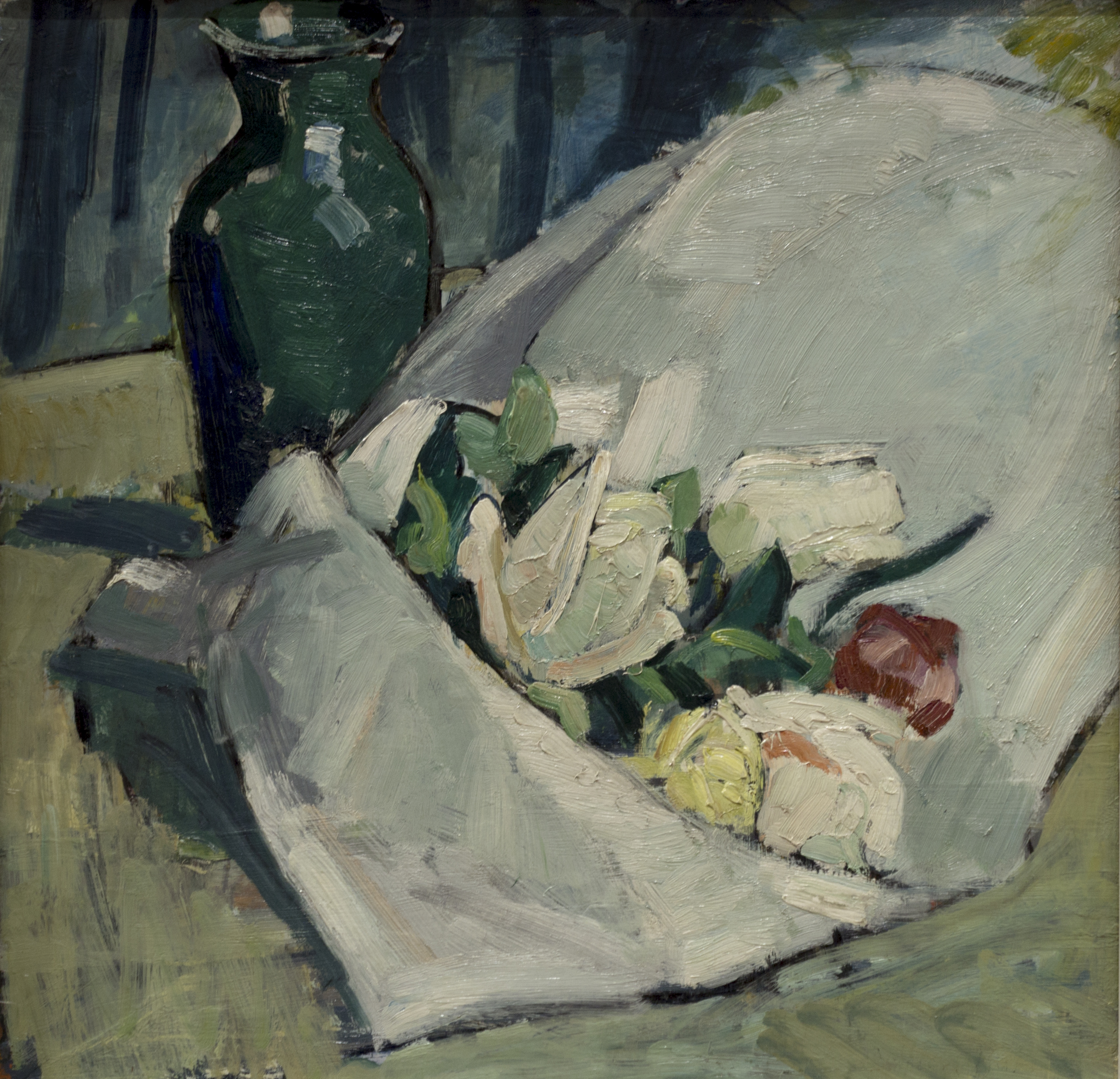
Bouquet (vers 1920-1925), huile sur contreplaqué.
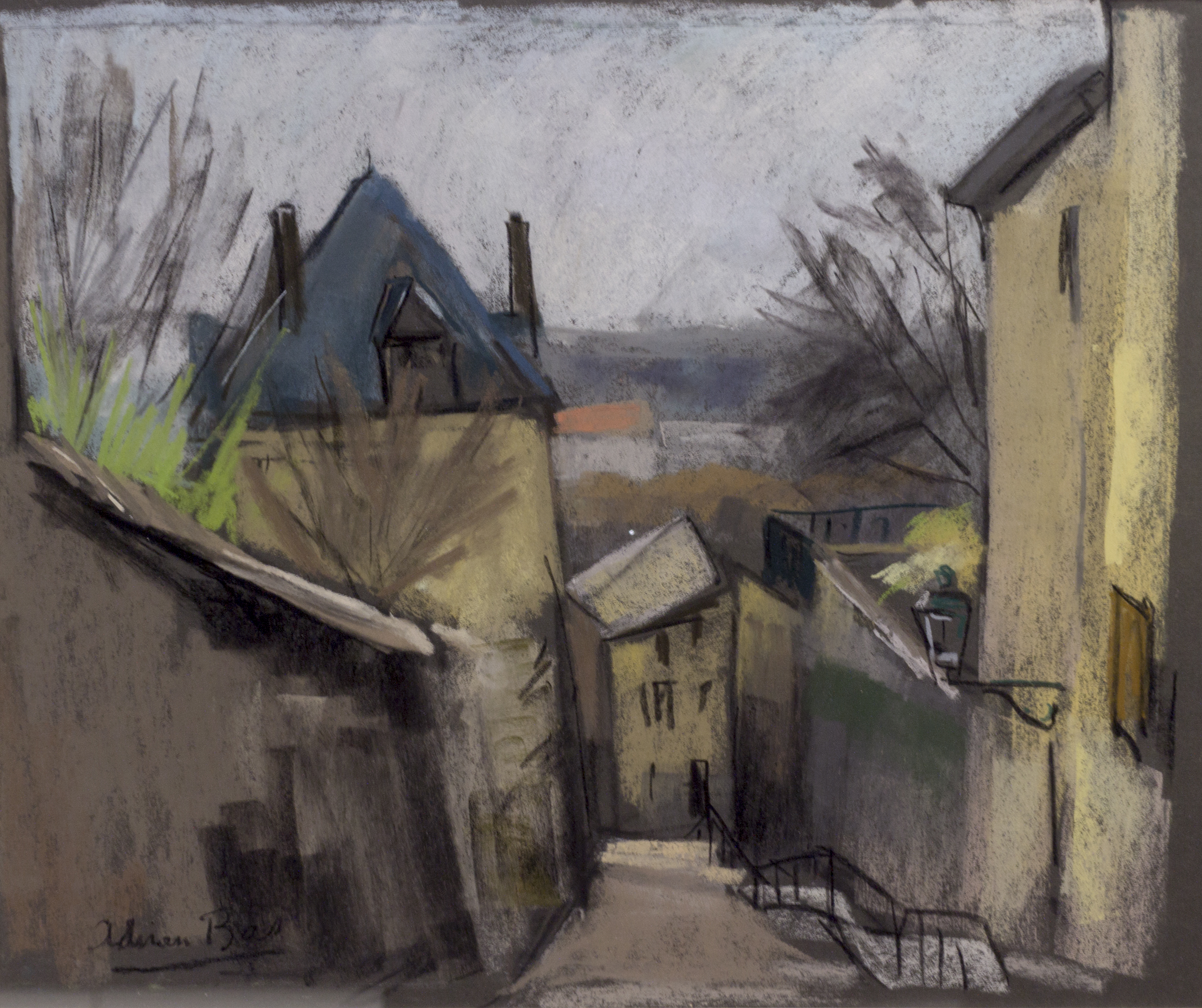
Montée des épis (1924), pastel.
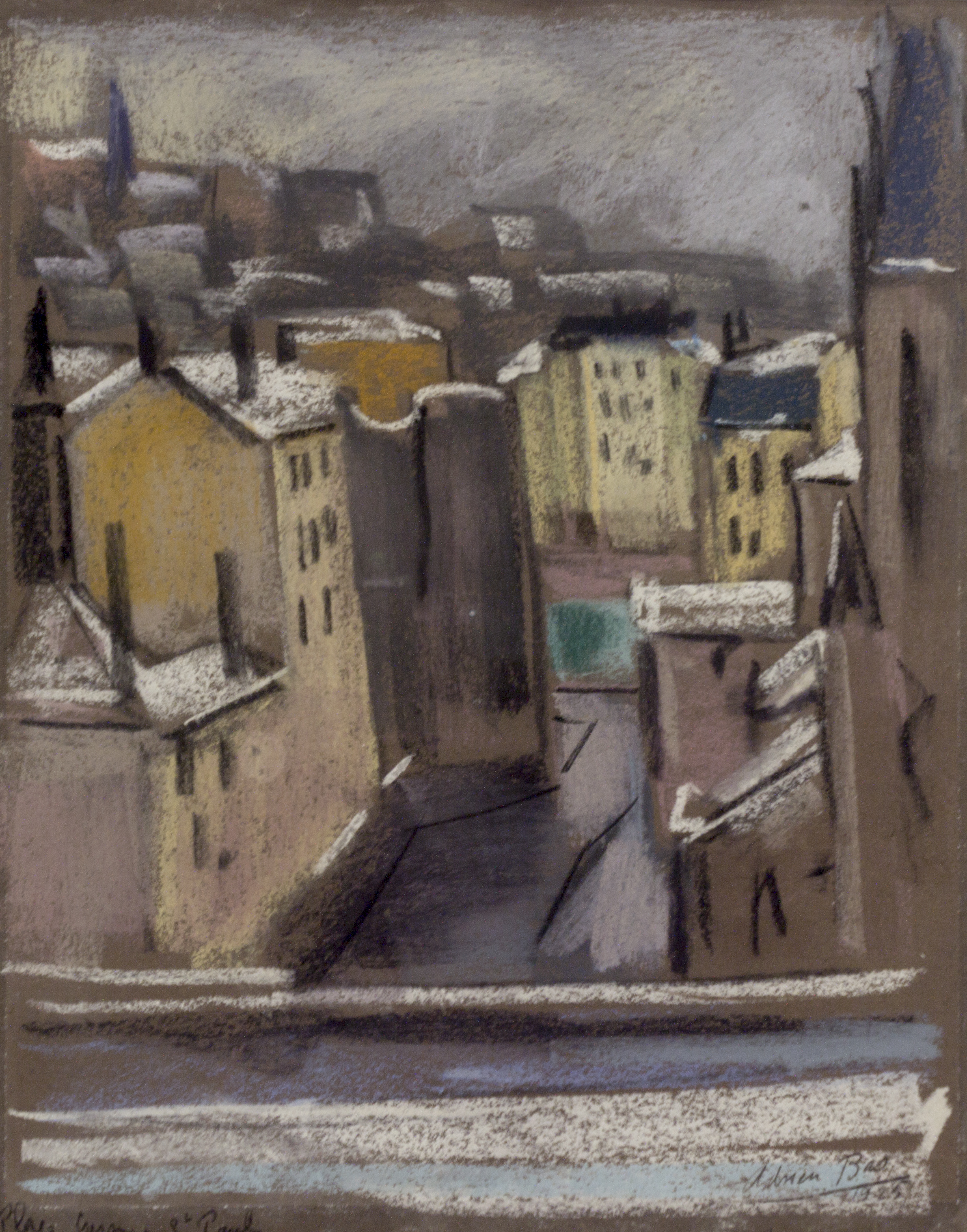
Place Gerson à Saint-Paul (1924), pastel.
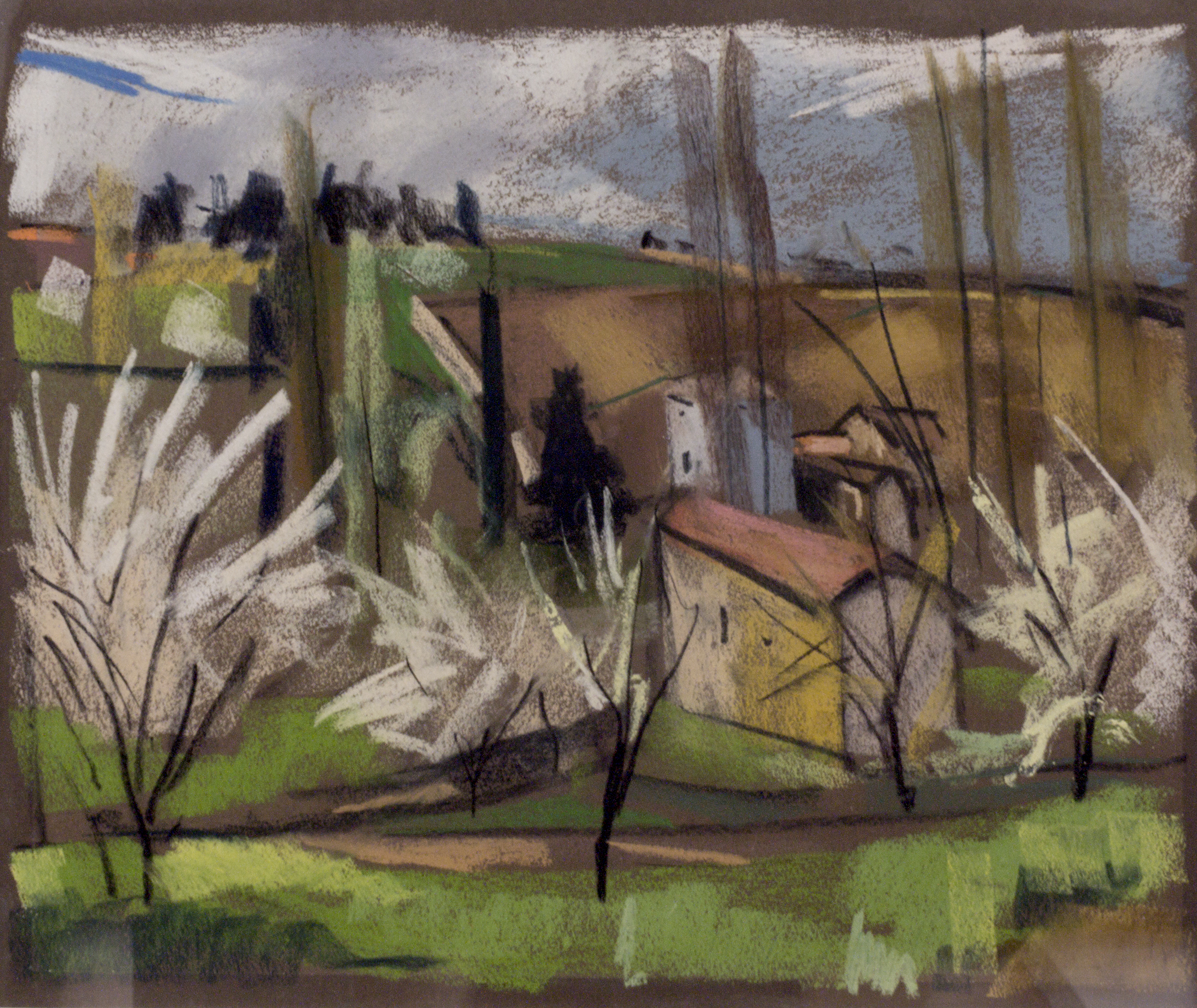
Curis au Mont d'Or (1925), pastel.
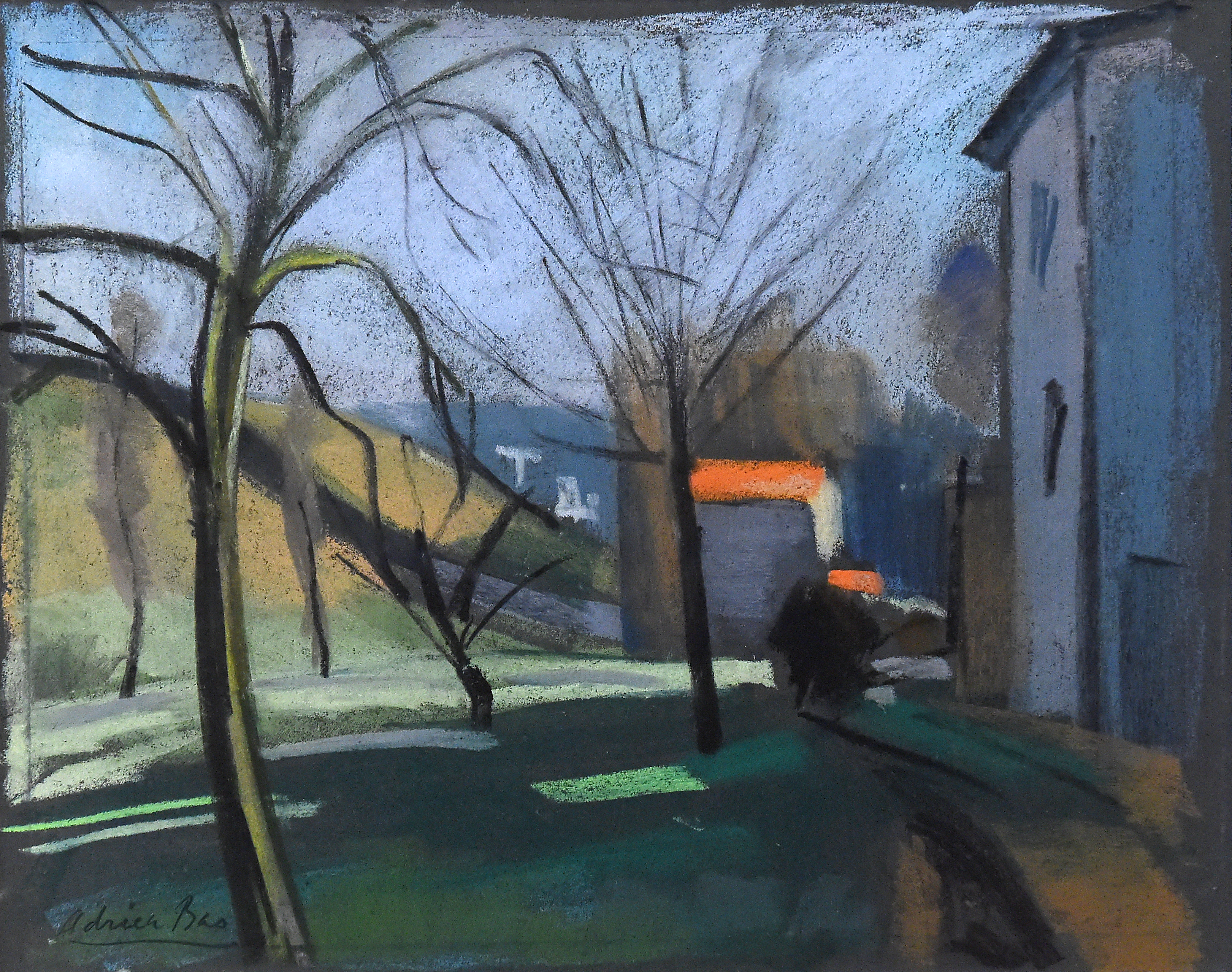
Printemps au toit rouge (1925), pastel.
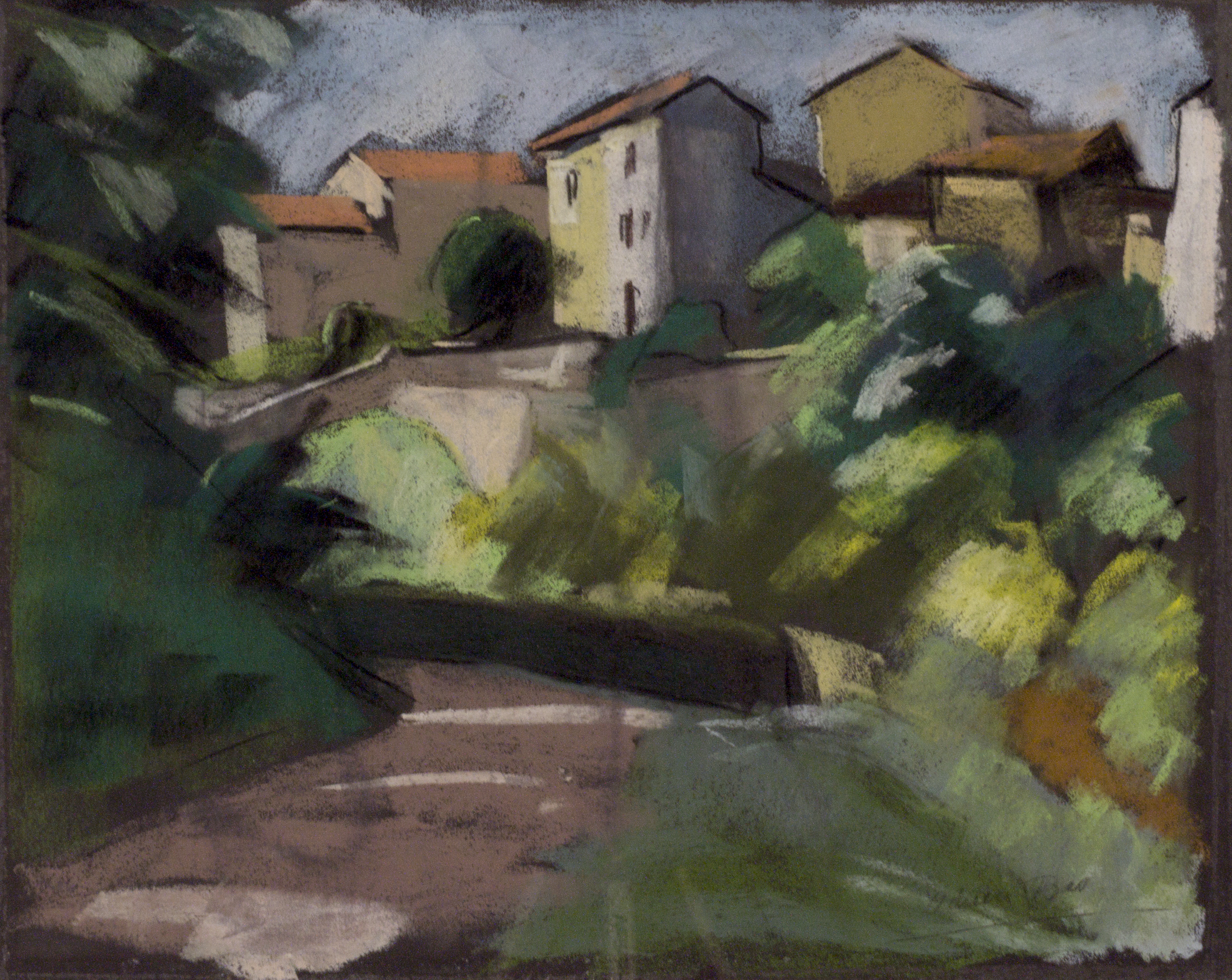
Hameau dans les Monts d'Or, pastel.